# Maurice Piat

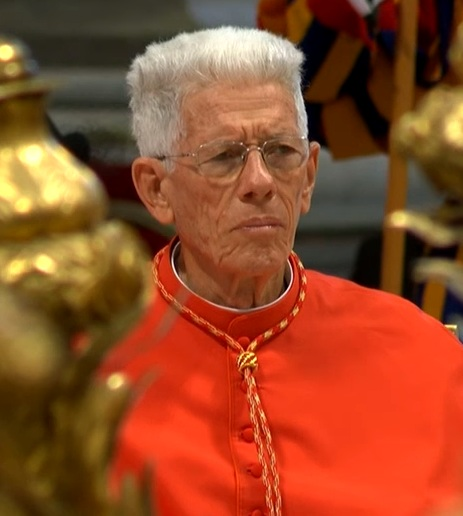
Maurice Piat (November 2016)

Kardinalswappen von Maurice Piat

Maurice Evenor Kardinal Piat CSSp (* 19. Juli 1941 in Moka) ist ein mauritischer Ordensgeistlicher und emeritierter römisch-katholischer Bischof von Port-Louis.

## Leben
Maurice Piat trat nach seiner Schulzeit in die Ordensgemeinschaft der Spiritaner ein und empfing am 2. August 1970 das Sakrament der Priesterweihe.
Am 21. Januar 1991 ernannte ihn Papst Johannes Paul II. zum Koadjutorbischof von Port-Louis. Jean Kardinal Margéot spendete ihm am 19. Mai 1991 die Bischofsweihe; Mitkonsekratoren waren der Bischof von Saint-Denis-de-La Réunion, Gilbert Aubry, und der Erzbischof von Bangalore, Alphonsus Mathias. Mit dem Rücktritt Kardinal Margéots am 15. Februar 1993 folgte Maurice Piat diesem als Bischof von Port-Louis nach.
Maurice Piat wurde am 23. September 2009 durch Papst Benedikt XVI. zum Mitglied der Zweiten Sonderversammlung der Bischofssynode für Afrika (4. bis 25. Oktober 2009) ernannt.
Im Konsistorium vom 19. November 2016 nahm ihn Papst Franziskus als Kardinalpriester mit der Titelkirche Santa Teresa al Corso d’Italia in das Kardinalskollegium auf. Die Besitzergreifung seiner Titelkirche fand erst zwei Jahre später, am 25. November 2018, statt. Am 23. Dezember 2017 berief ihn der Papst zudem zum Mitglied des Dikasteriums für die ganzheitliche Entwicklung des Menschen.
Am 19. Mai 2023 nahm Papst Franziskus das von Maurice Piat aus Altersgründen vorgebrachte Rücktrittsgesuch an.